# Malin Swedberg
Malin Swedberg, född 15 september 1968 i Farsta församling i Stockholm, är en svensk fotbollskommentator och tidigare fotbollsspelare. Swedberg representerade Sverige under det allra första världsmästerskapet för damer 1991 och i OS 1996 samt 2000.
Swedberg är den första kvinna att vara matchkommentator i svensk tv under ett herrfotbollsmästerskap. Hon har arbetat som expertkommentator för SVT och Eurosport, men gick 2007 över till TV4.

## Fotbollsmeriter
- 78 A-landskamper/9 mål.
- VM-brons i Kina 1991.
- SM-guld med Älvsjö AIK 1995, 1996 och 1997.
- Cupsilver med Älvsjö AIK 1993
- Diamantbollen 1996.

Hon slutade efter säsongen 1997 men gjorde comeback hösten 1998 och var då med om att vinna ännu ett SM-guld. Varvade ner 1999 och spelade i division 1 för Sundbybergs IK. År 2000 spelade Sundbyberg i allsvenskan även då med Swedberg på planen. Hon blev även uttagen i landslaget igen och var med i OS i Sydney samma år.
Under 2009 har Swedberg spelat med Södersnäckornas BK i division 4B i Stockholm.

## Familj
Malin Swedberg har två barn tillsammans med sin sambo Hans Eskilsson. Sonen Williot Swedberg gjorde sin debut för Hammarbys A-lag i Allsvenskan 11 juli 2021. 